# Leslie Banks
Leslie Banks (West Derby, 9 giugno 1890 – Londra, 21 aprile 1952) è stato un attore e regista teatrale britannico.
È conosciuto soprattutto per la sua interpretazione nel ruolo del conte in Pericolosa partita (1932), un classico del cinema fantastico entrato nella storia del cinema. Recitò anche nella prima versione de L'uomo che sapeva troppo, di Alfred Hitchcock (1934).

## Biografia
Leslie Banks è stato un attore, regista e produttore teatrale e cinematografico. Nato da George Banks ed Emily Dalby, studiò a Oxford e debuttò come attore nel 1911 ne Il mercante di Venezia; proseguì la sua carriera di attore negli USA, in Canada e quindi a Londra. 
Durante la prima guerra mondiale, in servizio all'Essex Regiment, venne ferito al volto, parte del quale rimase semiparalizzata. Usò in seguito questa sua caratteristica facciale per rendere più drammatica o più emozionante la scena che interpretava. 
Nel 1932 fu chiamato a New York per interpretare sul palcoscenico la parte del conte Zaroff in The Hounds of Zaroff, per poi ripeterla sullo schermo nel film Pericolosa partita. La sua carriera si divise da quel momento tra Stati Uniti e Regno Unito e tra teatro e cinema, proseguendo fino al 1950. 
Sposato con Gwendoline Haldane Unwin, da lei ebbe tre figlie, Daphne, Virginia ed Evangeline.

## Filmografia
- Giovinezza (Experience), regia di George Fitzmaurice (1921)
- Pericolosa partita (The Most Dangerous Game), regia di Irving Pichel e Ernest B. Schoedsack (1932)
- Strange Evidence, regia di Robert Milton (1933)
- Susanna (I Am Suzanne), regia di Rowland V. Lee (1933)
- Gli incendiari (The Fire Raisers), regia di Michael Powell (1934)
- Vessillo rosso (Red Ensign), regia di Michael Powell (1934)
- L'uomo che sapeva troppo (The Man Who Knew Too Much), regia di Alfred Hitchcock (1934)
- Bozambo, il gigante nero (Sanders of the River), regia di Zoltán Korda (1935)
- La notte della festa (The Night of the Party), regia di Michael Powell (1935)
- The Tunnel, regia di Maurice Elvey (1935)
- Three Maxims, regia di Herbert Wilcox (1936)
- Debt of Honor, regia di Norman Walker (1936)
- Sangue gitano (Wings of the Morning), regia di Harold D. Schuster (1937)
- Elisabetta d'Inghilterra (Fire Over England), regia di William K. Howard (1937)
- Sei ore a terra (Farewell Again), regia di Tim Whelan (1937)
- Cyrano de Bergerac (TV) (1938)
- Guide Dogs for the Blind (cortometraggio) (1939)
- La taverna della Giamaica (Jamaica Inn), regia di Alfred Hitchcock (1939)
- Sons of the Sea, regia di Maurice Elvey (1939)
- Fatalità (21 Days), regia di Basil Dean (1940)
- Il mistero dell'arsenale (The Arsenal Stadium Mystery), regia di Thorold Dickinson (1940)
- The Big Blockade, regia di Charles Frend (1940)
- Dead Man's Shoes, regia di Thomas Bentley (1940)
- Tragica luna di miele (Busman's Honeymoon), regia di Arthur B. Woods (1940)
- The Door with Seven Locks, regia di Norman Lee (1940)
- Neutral Port, regia di Marcel Varnel (1940)
- Give Us More Ships (cortometraggio) (1941)
- Cottage to Let, regia di Anthony Asquith (1941)
- Ships with Wings, regia di Sergei Nolbandov (1942)
- Went the Day Well ?, regia di Alberto Cavalcanti (1942)
- Enrico V (The Chronicle History of King Henry the Fift with His Battell Fought at Agincourt in France), regia di Laurence Olivier (1944)
- Un grande amore di Giorgio IV (Mrs. Fitzherbert), regia di Montgomery Tully (1947)
- I ragazzi del retrobottega (The Small Back Room), regia di Michael Powell ed Emeric Pressburger (1949)
- L'amore segreto di Madeleine (Madeleine), regia di David Lean (1950)
- Your Witness, regia di Robert Montgomery (1950)

## Doppiatori italiani
- Sandro Ruffini in Enrico V
- Olinto Cristina in L'amore segreto di Madeleine
- Gabriele Carrara in L'uomo che sapeva troppo (doppiaggio tardivo)
- Pietro Ubaldi in La taverna della Giamaica (2º ridoppiaggio 1993)
- Marco Balzarotti in L'uomo che sapeva troppo (ridoppiaggio 1994)
- Bruno Alessandro in Pericolosa partita (ridoppiaggio)